# Ley de TPS de Venezuela
La Ley de TPS de Venezuela de 2019 es un proyecto de ley del 116° Congreso de los Estados Unidos patrocinado por el representante Darren Soto (D-FL) y Mario Diaz-Balart  (R-FL).  Su objetivo es extender el estatus de protección temporal a los ciudadanos venezolanos a la luz de la crisis presidencial de Venezuela de 2019 y la crisis en Venezuela en general. El proyecto de ley se presentó ante la Cámara como H.R. 549 el 15 de enero de 2019.

## Introducción
Washington D. C. dijo, al anunciar el proyecto de ley, que este proyecto era presentado como consecuencia de los "enormes abusos de derechos humanos" y debido a "una crisis económica, humanitaria y de seguridad" en Venezuela. También señaló que esto ha provocado que muchos venezolanos se conviertan en refugiados en países extranjeros, y que mientras persista la corrupción en Venezuela, estas personas deben ser protegidas.
Soto y Díaz-Balart hicieron declaraciones aludiendo al sufrimiento bajo la presidencia de Nicolás Maduro, descrito por Darren Soto como "tiránico". Soto dijo que el "TPS es una manera de ayudar a proteger a nuestros hermanos y hermanas que escapan del terror de Maduro"; Díaz-Balart dijo que "no debemos obligar a los venezolanos que han buscado seguridad en los Estados Unidos a regresar a condiciones tan peligrosas".
Un proyecto de ley similar fue presentado ante Senado del 115.º Congreso de los Estados Unidos como S. 3759 en diciembre de 2018, que invocó la Sección 244 de la Ley de Inmigración y Nacionalidad. Este proyecto de ley también tuvo como objetivo fortalecer las rutas de migración en América del Sur para ayudar a las personas que intentan salir de Venezuela hacia un país vecino.  El presidente de los Estados Unidos, Donald Trump, no apoyó este proyecto de ley y había intentado terminar el TPS durante meses hasta ese momento. El proyecto de ley fue reintroducido en el Senado como S. 636 el 28 de febrero de 2019.
A pesar de esto, Soto, en enero de 2019, dijo que creía que las condiciones de desarrollo en Venezuela habían llegado a un punto en el que Trump probablemente apoyaría su nuevo proyecto de ley, y dijo que "si hay un país al que la Casa Blanca podría aprobar el TPS sería Venezuela ". También sugirió que Trump podría favorecer el proyecto de ley porque sería una sanción adicional contra la administración de Maduro. Díaz-Balart dijo que el proyecto de ley está "a la par" con la postura "agresiva" de la Casa Blanca contra el gobierno de Maduro".

### Votación
El 25 de julio de 2019, el proyecto de ley fue aprobado en la Cámara de Representantes. Todos los miembros demócratas votaron a favor y se les unieron 39 miembros republicanos. El Miami Herald había sugerido originalmente que necesitaría el apoyo de 55 republicanos de la Cámara, pero que este número podría ser razonablemente mayor o menor dependiendo de cuántos miembros estuvieran presentes. Cinco días después, justo antes del receso de verano, se introdujo una votación por la vía rápida sobre el proyecto de ley del Senado, para alinearse rápidamente con la Cámara sin pasar por el procedimiento, que se puede lograr con votos de consentimiento unánime. Sin embargo, tales votaciones fallan si solo un miembro se opone; Mike Lee, republicano de Utah, se opuso al proyecto de ley, por lo que tendrá que ser votado en su totalidad después del receso. 
Se llevaron a cabo tres votaciones en la Cámara para el proyecto de ley: aprobar con enmiendas mediante suspensión de reglas y voto mayoritario el 23 de julio, que falló 268-145; agregar enmiendas el 25 de julio, que fracasaron 215-217 poco antes de la tercera votación; para aprobar el texto presentado el 25 de julio, que pasó 272-158. El 25 de septiembre de 2019, el senador republicano de Florida Rick Scott propuso una enmienda a la designación del estado de protección temporal a través de una enmienda a la Ley de Venezuela de 2019; ofreció impulsar el proyecto de ley a través del Senado de inmediato a cambio de realizar revisiones periódicas de los países a los que se les otorgó el TPS, una revisión de la naturaleza renovable del sistema.

## Nivel de protección propuesto
Según el proyecto de ley, el estado de protección de los venezolanos en los Estados Unidos sería bastante alto. No se enfrentarían a la deportación, se les otorgaría un permiso para trabajar, y podrían viajar al extranjero sin el temor de que el gobierno federal de los Estados Unidos no les deje regresar a su territorio.  El proyecto de ley se aplicaría automáticamente a todos los venezolanos que han estado presentes en forma continua en los Estados Unidos al momento de la promulgación de la ley, y habría un período de 18 meses para que otros venezolanos apliquen a partir del día en que el proyecto se convierta en ley.